# Salgueiros Renegades
I Salgueiros Renegades sono una squadra di football americano, di Porto, in Portogallo, fondata a Vila Nova de Gaia nel 2005 col nome di Porto Renegades; nel 2016 questi ultimi si sono fusi con i Maia Mustangs andando ad assumere il nome di Maia Renegades. L'anno successivo la squadra è stata sciolta e subito rifondata col nome di Portuscale Dragons, per effettuare un ulteriore cambiamento tra il 2019 e il 2020, con la chiusura dei Dragons e la riapertura come Salgueiros Renegades. Il 13 agosto 2021 hanno annunciato l'ingresso nello Sport Comércio e Salgueiros.

## Dettaglio stagioni

### Tornei nazionali

#### Campionato

##### LPFA
| Stagione | regular season | regular season | regular season | regular season | regular season | regular season | playoff | playoff | playoff | playoff | playoff | playoff   | playoff       |
|          | Vin            | Par            | Per            | Tot            | PF             | PS             | Vin     | Per     | Tot     | PF      | PS      | risultato | avversaria    |
| -------- | -------------- | -------------- | -------------- | -------------- | -------------- | -------------- | ------- | ------- | ------- | ------- | ------- | --------- | ------------- |
| 2015-16  | 3              | 0              | 5              | 8              | 95             | 160            | -       | -       | -       | -       | -       | -         | -             |
| 2016-17  | 8              | 0              | 1              | 9              | 265            | 98             | 1       | 1       | 2       | 71      | 64      | Finale    | Lisboa Devils |
| 2017-18  | 10             | 0              | 0              | 10             | 405            | 99             | 2       | 0       | 2       | 41      | 7       | Campioni  | Porto Mutts   |
| Totale   | 21             | 0              | 6              | 27             | 765            | 357            | 3       | 1       | 4       | 112     | 71      |           |               |

Fonti: Sito APFA- A cura di Roberto Mezzetti;

## Palmarès
- 1 Campionato portoghese (2017-18)